# 金永光 (政治家)
金 永光（キム・ヨングァン、朝鮮語: 김영광、1931年10月20日 - 2010年9月13日）は、大韓民国の政治家。第10・11・14代大韓民国国会議員。
本貫は光山金氏。号は牛谷（ウゴク、우곡）。キリスト教徒。

## 経歴
1931年10月20日、京畿道平沢市に生まれた。漢陽工科大学（現・漢陽大学校）産業工学科を卒業し、漢陽大学校大学院で政治学の修士課程を、ソウル大学校行政大学院で行政学の修士課程を、高麗大学校経営大学院で経営学の修士課程を修了した。1977年に裡里駅爆発事故が発生した際には大韓民国中央情報部（KCIA）の全羅北道支部長として被災者支援を行なった。また、安重根の遺骨の捜索に関する活動を積極的におこない、関連証言や資料の収集のために中華人民共和国や日本などを数十回訪問した。また、韓日議員連盟運営委員長や、大韓民国憲政会理事などを務めた。
2010年9月13日、79歳で亡くなった。